# Río Estomiza
Río Estomiza är ett vattendrag i Spanien. Det ligger i den centrala delen av landet, 150 km sydväst om huvudstaden Madrid. Río Estomiza ligger vid sjön Embalse de Cijara.